# 寡鱗無鬚魮
寡鱗無鬚魮（学名：Puntius oligolepis）為輻鰭魚綱鯉形目鯉科的其中一個種。

## 分布
本魚分布於印尼蘇門答臘。

## 特徵
本魚體棕黃色，最明顯的特徵是鱗片形狀。幼魚身上的每塊鱗片邊緣和前面部分為黑色，從而產生「棋盤圖案」的效果。沿體側有一條黑色條紋，雄魚身上低於此條紋的部位斑點較少。雄魚鰭尖端有黑色邊緣，雌魚的鰭呈淺黃色。體長可達5公分。

## 生態
本魚棲息在淡水溪流、湖泊中，性情溫和，喜群游，屬肉食性，以昆蟲、甲殼類、蠕蟲等為食。

## 經濟利用
為高價值的觀賞魚，被引進許多國家。